# Lista över fornlämningar i Gotlands kommun (Vall)
Lista över fornlämningar i Gotlands kommun (Vall) är en förteckning av ett urval av de fornlämningar som finns i Vall i Gotlands kommun.
| Namn      | Lämningstyp                      | Tillkomsttid | Historisk indelning | Plats | Läge                 | ID-nr          | Bild                                      |
| --------- | -------------------------------- | ------------ | ------------------- | ----- | -------------------- | -------------- | ----------------------------------------- |
| Vall 4:1  | Husgrund, förhistorisk/medeltida |              | Vall, Gotland       |       | 57.528556, 18.325295 | 10097200040001 | Ladda upp en bild av detta fornminne      |
| Vall 6:1  | Gravfält                         |              | Vall, Gotland       |       | 57.542682, 18.306321 | 10097200060001 | Ladda upp en bild av detta fornminne      |
| Vall 8:1  | Gravfält                         |              | Vall, Gotland       |       | 57.536732, 18.335493 | 10097200080001 | Ladda upp en bild av detta fornminne      |
| Vall 9:1  | Gravfält                         |              | Vall, Gotland       |       | 57.537670, 18.334211 | 10097200090001 | Ladda upp en bild av detta fornminne      |
| Vall 10:1 | Stensättning                     |              | Vall, Gotland       |       | 57.536474, 18.343050 | 10097200100001 | Ladda upp en bild av detta fornminne      |
| Vall 10:2 | Stensättning                     |              | Vall, Gotland       |       | 57.536665, 18.343264 | 10097200100002 | Ladda upp en bild av detta fornminne      |
| Vall 11:1 | Stensättning                     |              | Vall, Gotland       |       | 57.537172, 18.346552 | 10097200110001 | Ladda upp en bild av detta fornminne      |
| Vall 11:2 | Stenkrets                        |              | Vall, Gotland       |       | 57.537340, 18.345927 | 10097200110002 | Ladda upp en bild av detta fornminne      |
| Vall 14:1 | Hällristning                     |              | Vall, Gotland       |       | 57.532234, 18.346286 | 11100000001196 | Ladda upp en bild av detta fornminne      |
| Vall 15:1 | Husgrund, förhistorisk/medeltida |              | Vall, Gotland       |       | 57.531341, 18.347232 | 10097200150001 | Ladda upp en bild av detta fornminne      |
| Vall 15:2 | Husgrund, förhistorisk/medeltida |              | Vall, Gotland       |       | 57.531695, 18.348185 | 10097200150002 | Ladda upp en bild av detta fornminne      |
| Vall 15:3 | Husgrund, förhistorisk/medeltida |              | Vall, Gotland       |       | 57.531634, 18.348480 | 10097200150003 | Ladda upp en bild av detta fornminne      |
| Vall 15:4 | Husgrund, förhistorisk/medeltida |              | Vall, Gotland       |       | 57.531435, 18.348368 | 10097200150004 | Ladda upp en bild av detta fornminne      |
| Vall 15:6 | Husgrund, förhistorisk/medeltida |              | Vall, Gotland       |       | 57.531007, 18.349342 | 10097200150006 | Ladda upp en bild av detta fornminne      |
| Vall 15:7 | Husgrund, förhistorisk/medeltida |              | Vall, Gotland       |       | 57.530532, 18.349816 | 10097200150007 | Ladda upp en bild av detta fornminne      |
| Vall 24:1 | Husgrund, förhistorisk/medeltida |              | Vall, Gotland       |       | 57.523046, 18.389640 | 10097200240001 | Ladda upp en till bild av detta fornminne |
| Vall 24:2 | Hällristning                     |              | Vall, Gotland       |       | 57.522916, 18.389506 | 11100000001197 | Ladda upp en bild av detta fornminne      |
| Vall 25:1 | Husgrund, förhistorisk/medeltida |              | Vall, Gotland       |       | 57.527025, 18.392045 | 10097200250001 | Ladda upp en bild av detta fornminne      |
| Vall 25:2 | Husgrund, förhistorisk/medeltida |              | Vall, Gotland       |       | 57.526627, 18.392318 | 10097200250002 | Ladda upp en bild av detta fornminne      |
| Vall 25:3 | Husgrund, förhistorisk/medeltida |              | Vall, Gotland       |       | 57.526247, 18.392072 | 10097200250003 | Ladda upp en bild av detta fornminne      |
| Vall 25:4 | Husgrund, förhistorisk/medeltida |              | Vall, Gotland       |       | 57.526207, 18.392296 | 10097200250004 | Ladda upp en bild av detta fornminne      |
| Vall 26:1 | Hällristning                     |              | Vall, Gotland       |       | 57.549000, 18.313532 | 11100000001198 | Ladda upp en bild av detta fornminne      |
| Vall 48:1 | Husgrund, förhistorisk/medeltida |              | Vall, Gotland       |       | 57.528680, 18.348033 | 10097200480001 | Ladda upp en bild av detta fornminne      |
| Vall 50:1 | Stensättning                     |              | Vall, Gotland       |       | 57.538564, 18.334149 | 10097200500001 | Ladda upp en bild av detta fornminne      |
| Vall 50:2 | Stensättning                     |              | Vall, Gotland       |       | 57.538566, 18.334274 | 10097200500002 | Ladda upp en bild av detta fornminne      |
| Vall 50:3 | Stensättning                     |              | Vall, Gotland       |       | 57.538508, 18.334297 | 10097200500003 | Ladda upp en bild av detta fornminne      |
| Vall 56:1 | Stensättning                     |              | Vall, Gotland       |       | 57.545634, 18.350335 | 10097200560001 | Ladda upp en bild av detta fornminne      |
| Vall 57:1 | Röse                             |              | Vall, Gotland       |       | 57.544222, 18.350368 | 10097200570001 | Ladda upp en bild av detta fornminne      |
| Vall 57:2 | Stensättning                     |              | Vall, Gotland       |       | 57.544391, 18.350334 | 10097200570002 | Ladda upp en bild av detta fornminne      |
| Vall 57:3 | Stensättning                     |              | Vall, Gotland       |       | 57.544178, 18.350184 | 10097200570003 | Ladda upp en bild av detta fornminne      |
| Vall 57:4 | Stensättning                     |              | Vall, Gotland       |       | 57.544157, 18.350005 | 10097200570004 | Ladda upp en bild av detta fornminne      |
| Vall 58:1 | Gravfält                         |              | Vall, Gotland       |       | 57.540476, 18.347598 | 10097200580001 | Ladda upp en bild av detta fornminne      |
| Vall 59:1 | Stensättning                     |              | Vall, Gotland       |       | 57.540946, 18.351788 | 10097200590001 | Ladda upp en bild av detta fornminne      |